# Are You Experienced
Are You Experienced é o álbum de estreia da banda de rock anglo-americana The Jimi Hendrix Experience. Lançado em 1967, o LP foi um sucesso imediato de público e crítica, e é amplamente considerado como um dos maiores debuts da história do rock. O álbum apresenta a abordagem inovadora de Jimi Hendrix para composições e a forma de tocar guitarra elétrica, que logo estabeleceu uma nova direção na música psicodélica e no hard rock.
Em meados de 1966, Hendrix estava lutando para ganhar a vida tocando no circuito de R&B como guitarrista de apoio. Depois de ser encaminhado para Chas Chandler, que estava saindo do The Animals e interessado em administrar e produzir artistas, Hendrix assinou um contrato de gerenciamento e produção com Chandler e Michael Jeffery, ex-gerente dos Animals. Chandler levou Hendrix para Londres e começou a recrutar membros para uma banda projetada para mostrar os talentos do guitarrista, a The Jimi Hendrix Experience. No final de outubro, depois de ter sido rejeitado pela Decca Records, a Experience assinou com a Track, um novo rótulo formado pelos gerentes do The Who, Kit Lambert e Chris Stamp.
Are You Experienced e seus singles anteriores foram gravados em um período de cinco meses desde o final de outubro de 1966 até o início de abril de 1967. O álbum foi completado em dezesseis sessões de gravação em três locais de Londres: De Lane Lea Studios, CBS e Olympic. Lançado no Reino Unido em 12 de maio de 1967, o álbum passou 33 semanas nas paradas de sucesso, atingindo o número dois. O álbum foi lançado nos Estados Unidos em 23 de agosto pela Reprise Records, onde alcançou o número cinco na Billboard 200, permanecendo no gráfico por 106 semanas, 27 daqueles no Top 40. O álbum também passou 70 semanas entre as maiores vendas de R&B na Billboard dos EUA, chegando à 10ª posição. A versão americana continha algumas das canções mais conhecidas de Hendrix, incluindo os três primeiros singles da Experience, que, embora omitidos na edição britânica do LP, chegaram ao top dez no Reino Unido: "Purple Haze", "Hey Joe" e "The Wind Cries Mary".
Em 2005, a revista Rolling Stone classificou Are You Experienced como o décimo quinto em sua lista dos 500 melhores álbuns de todos os tempos. Eles colocaram quatro canções do álbum em sua lista das 500 maiores canções  de todos os tempos: "Purple Haze" (17), "Foxy Lady" (153), "Hey Joe" (201) e "The Wind Cries Mary" (379). No mesmo ano, o recorde foi uma das 50 gravações escolhidas pela Biblioteca do Congresso em reconhecimento do seu significado cultural a ser adicionado ao Registro Nacional de Gravações. O escritor e arquivista Reuben Jackson do Smithsonian Institution escreveu: "ainda é uma gravação histórica, porque é do rock, R&B, blues ... tradição musical. Alterou a sintaxe da música ... de uma maneira que comparo a Ulisses de James Joyce.
Depois que o pai de Jimi, Al Hendrix, obteve novamente os direitos autorais das músicas de seu filho, Are You Experienced foi relançado, agora pela Universal Records mundialmente, preservando ambas versões nos respectivos países em que foram lançados, incluindo as faixas excluídas das respectivas versões anteriores.

## Música e letras
De acordo com o biógrafo de Hendrix, Harry Shapiro, a música em Are You Experienced incorpora uma variedade de gêneros musicais do rhythm and blues ao free jazz; o autor Peter Doggett notou sua "grande variedade de estilos", enquanto o jornalista Chris Welch disse que "cada faixa tem uma personalidade diferente". O musicólogo Gilbert Chase afirmou que o álbum "marcou um pico alto em hard rock" e o crítico musical Jim DeRogatis caracterizaram o LP e os singles anteriores como "rock psicodélico cru e concentrado". Uma revisão contemporânea publicada na Newsweek em outubro de 1967 identificou a influência do soul no Experience e no álbum. Em 1989, a revista Hit Parader classificou o álbum na posição 35 em uma lista dos 100 melhores álbuns de heavy metal. Em 2006, o escritor e arquivista Rueben Jackson, do Smithsonian Institution, escreveu: "ainda é uma gravação histórica, porque é rock, R&B, blues ... tradição musical. Isso alterou a sintaxe da música ... de uma maneira que eu compare com, digamos, Ulisses de James Joyce."
Foram incluídas na edição britânica de Are You Experienced duas faixas que representavam a música que Hendrix tinha tocado nos Estados Unidos antes da formação da Experience: o blues "Red House" e o rhythm and blues "Remember". A faixa título do álbum, marco o significado psicodélico, o escritor Sean Egan a descreve como impressionista, a canção apresenta panoramas sonoros pós-modernos de guitarra e bateria que antecedem a técnica de scratch em dez anos. O musicólogo Ritchie Unterberger considera as letras de "I Do not Live Today" para estar mais em casa em um cenário de rock gótico do que em psicodelia, no entanto; No entanto, ele descreve a música e a voz como entusiastas e isso não permite que se veja a escuridão das letras. Os ritmos tribais da música serviram de plataforma para improvisações de feedback inovadoras de Hendrix. Considerando que "Fire "é um híbrido de funk e soul  impulsionado pela bateria de Mitchell," May This Be Love "e" The Wind Cries Mary "são baladas suaves que demonstram a capacidade de Hendrix de escrever letras e melodias sutis. A influência do raga rock pode ser ouvida em seu solo de guitarra semelhante a um sitar em "Love or Confusion". "Can You See Me" é uma música de ritmo energético com a voz de Hendrix gravada em duas faixas e onde ela toca em um estilo semelhante a Hank Marvin. Embora "Hey Joe" seja uma canção folk, e a única versão cover do álbum, ela se tornaria uma das canções mais solicitadas de Hendrix.
A edição britânica de Are You Experienced abriu com "Foxy Lady", uma faixa que, com exceção de alguns overdubs, foi gravada em uma sessão na CBS. Hendrix escreveu a música sobre Heather Taylor, uma socialite de Londres altamente desejável que mais tarde casou com Roger Daltrey do The Who. Começa com o fade-in de uma nota Fá de que Hendrix está dobrando para Fá sustenido  ao aplicar o generoso bend. Usando o botão na guitarra, vai aumentar o volume até um ciclo de feedback com slide guitar e entra no acorde dominante da música, Fá sustenido menor. Hendrix usou uma combinação natural de distorção e unidade de efeitos para criar o tom de guitarra. Seu solo inspirado em blues - seu quarto desde que chegou na Inglaterra - usou escalas pentatônicas ao mostrar sua abordagem inovadora à melodia; Ao explorar o aumento de sustentação criado por overdriving seus amplificadores, ele moveu-se perfeitamente entre os registros médio e alto com um som fluido e cantando. Enquanto o autor Peter Doggett comparou sua batida lenta com o soul de Memphis, David Stubbs descreveu a trilha como um protótipo para bandas de heavy metal, como Black Sabbath.
Embora a letra de "Purple Haze", que abriu a edição dos americana de Are You Experienced, muitas vezes seja mal interpretada como descrevendo uma viagem de  ácido, Hendrix explicou: "[Foi] tudo sobre um sonho que eu tinha que estava caminhando debaixo do mar.
Ele especulou que o sonho pode ter sido inspirado por uma história de ficção científica sobre um raio da morte púrpura. Redding afirmou que Hendrix ainda não havia tomado o LSD no momento da escrita da música, o que era depois de um show em Londres, em 26 de dezembro de 1966. O primeiro rascunho da letra era extremamente longo, então Chandler e Hendrix reduziram seu comprimento para algo apropriado para a música pop mainstream.  Ele abre com uma harmonia de guitarra/baixo no intervalo de um trítono que era conhecido como o diabolus em musica durante o tempo da Inquisição espanhola. A Igreja Católica proibiu os compositores medievais de música religiosa de usar o trítono, porque, como o musicólogo Dave Whitehill escreveu: "Tocá-la era como tocar a campainha de Satanás". Na opinião do autor Ritchie Unterberger, O riff inicial "tornou-se uma parte permanente do vocabulário do rock". Considerando que a Rolling Stone descreveu a música como o início da psicodelia nos finais dos anos 60, os autores Harry Shapiro e César Glebbeek identificaram o uso de Hendrix de elementos de R&B, funk e soul na faixa.
Em 1967, Hendrix disse ao jornalista Keith Altham que "Third Stone from the Sun"  trata de um alienígena visitante que, após avaliar da espécie humana, decide que as pessoas não são aptas a governar a Terra, destrói sua civilização e coloca o planeta no cuidado das galinhas. A música é composta por duas seções contrastantes, uma que possui uma melodia de guitarra jazzística tocada no estilo de Wes Montgomery durante um ritmo de rock direto, e outra que mostra as linhas de guitarra no modo mixolídio de forma livre da Hendrix com uma batida de jazz. A faixa não contém vocais adequados, em vez disso, usando spoken words tocadas a meia velocidade para invocar imagens de viagens espaciais interestelares. Além dos elementos de jazz, a Unterberger identificou o uso de Hendrix de motivos de surf music na faixa que remanesce de obras anteriores do The Ventures, um grupo que Hendrix teria ouvido durante sua infância.
Hendrix descrevia "Manic Depression" como uma "música de tempos feios", a uma música é incomum na medida em que é escrita em um compasso ternário, que é  geralmente associado a uma valsa, enquanto a maioria das músicas de rock está escrita em compasso quaternário. Embora seja uma canção de rock, o baterista de Mitchell lembra os padrões de jazz fluidos de Elvin Jones. O musicólogo Andy Aledort observou o "uso dramático do cromatismo" de Hendrix durante os compassos iniciais da canção e as "curvas de uníssono fortemente vibradas" que presagiam o que ele descreveu como um dos melhores solos de guitarra da Hendrix.
"The Wind Cries Mary" é a primeira balada registrada pela experiência; Hendrix escreveu a letra depois de uma discussão com sua namorada, Kathy Etchingham, cujo nome do meio é Mary. Ela explicou: "Eu quebrei os pratos no chão, [e] ele os varreu. Eu me trancava no banheiro por absolutamente séculos e ... eventualmente, a namorada de Chas, Lotta me soltou ... Eu corri para pegar um táxi e " A música apresentou uma progressão de acordes inspirada por Curtis Mayfield e letra que reflete a admiração de Hendrix por Bob Dylan. "Stone Free" expressou o desejo de Hendrix de preservar sua liberdade pessoal, remexendo os conceitos de conformidade e relacionamentos de longo prazo. Ele revisou este tema em "51st Anniversary" and "Highway Chile". Omitido da versão americana do álbum, "Red House" não veria um lançamento oficial nos Estados Unidos até a compilação de 1969 Smash Hits. Uma característica incomum da gravação é que não inclui uma faixa de violão baixo; Redding, em vez disso, tocou guitarra rítmica com o seu conjunto de equalização fortemente a favor dos tons graves. É o único blues de doze compassos original de Hendrix.
| Críticas profissionais                                                      | Críticas profissionais |
| Avaliações da crítica                                                       | Avaliações da crítica  |
| Fonte                                                                       | Avaliação              |
| --------------------------------------------------------------------------- | ---------------------- |
| allmusic                                                                    | [ 53 ]                 |
| Rolling Stone                                                               | [ 54 ]                 |
| Esta tabela precisa de ser acompanhada por texto em prosa. Consulte o guia. |                        |

## Faixas

### Versão do Reino Unido
1. "Foxy Lady" - 3:19
2. "Manic Depression" - 3:42
3. "Red House" - 3:42
4. "Can You See Me" - 2:33
5. "Love or Confusion" - 3:11
6. "I Don't Live Today" - 3:55
7. "May This Be Love" - 3:11
8. "Fire" - 2:43
9. "Third Stone from the Sun" - 6:44
10. "Remember" - 2:48
11. "Are You Experienced?" - 4:14

### Versão dos Estados Unidos
1. "Purple Haze" - 2:51
2. "Manic Depression" - 3:42
3. "Hey Joe" (Billy Roberts) - 3:30
4. "Love or Confusion" - 3:11
5. "May This Be Love" - 3:11
6. "I Don't Live Today" - 3:55
7. "The Wind Cries Mary" - 3:20
8. "Fire" - 2:43
9. "Third Stone from the Sun" - 6:44
10. "Foxy Lady" - 3:19
11. "Are You Experienced?" - 4:16

- Ambas versões de "Are You Experienced?" estão agora disponíveis com faixas extras faltantes nas edições anteriores.
- A versão de "Red House" deriva de um take diferente da versão americana, que foi primeiro lançado na versão compilada americana Smash Hits em 1969 e é agora uma faixa bonus na versão americana de Are You Experienced".

### Faixas bônus da versão americana
- "Stone Free"
- "51st Aniversary"
- "Highway Chile"
- "Can You See Me"
- "Remember"
- "Red House"

### Faixa bônus da versão do Reino Unido
- "Hey Joe"
- "Stone Free"
- "Purple Haze"
- "51st Anniversary"
- "The Wind Cries Mary"
- "Highway Chile"

## Integrantes
- Jimi Hendrix — guitarra, vocal, piano
- Noel Redding — baixo, vocais adicionais
- Mitch Mitchell — bateria

## Produção
- Produtor: Chas Chandler
- Engenheiros: Eddie Kramer, Mike Ross, Dave Siddle
- Supervisor de Remasterização: Janie Hendrix, John McDermott, Jr.
- Remasterização: Eddie Kramer, George Marino
- Fotografia: Bruce Fleming, Harry Goodwin, Bobby Terry
- Comentários: Dave Marsh